# Tuberculobasis mammilaris
Tuberculobasis mammilaris – gatunek ważki z rodziny łątkowatych (Coenagrionidae).